# ロバート・ファン・ヒューリック

ロバート・ファン・ヒューリック (1945)

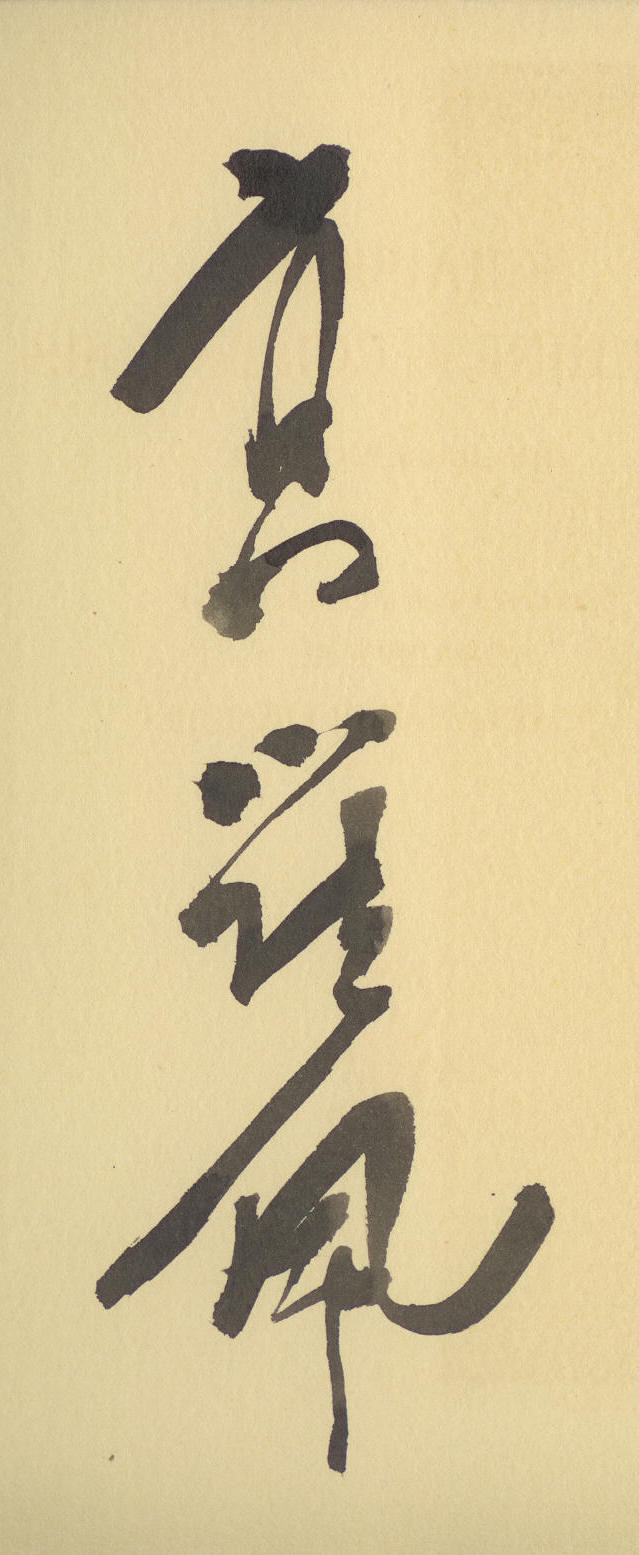
自筆著名

ロバート・ハンス・ファン・ヒューリック（Robert Hans van Gulik、1910年8月9日 -  1967年11月24日）は、オランダの外交官、東洋学者、推理小説家。ヴァン・グーリック、ファン・フーリク、ファン・フーリック等の表記もある。

## 人物
オランダ東部のヘルダーランド州ズトフェン出身。オランダ陸軍軍医の五男として生まれ、幼年期をオランダ領東インド（インドネシア）のバタヴィア（ジャカルタ）などで過ごした。ライデン大学卒業後に、ユトレヒト大学大学院で学ぶ。東洋学博士号を取得後、オランダ外務省入省。
1938年、駐日オランダ公使館書記官として来日。東京芝の大使館2階の書斎を「集義斉」と銘し、勤務の傍ら唐名「高羅佩」・字「芝臺」として古琴や篆刻等を嗜み、東洋に関する幅広い造詣から和漢書等の収集及び研究等も行った。
太平洋戦争の勃発によって一時収容された後、中国に渡り在中大使館に勤務。この際にタイピストの中国女性と出会い、結婚する。
第二次世界大戦終結後に再来日。中国の「公案小説」をモデルに、1951年の『迷路の殺人』をはじめとする狄仁傑（ディー判事）が主人公の推理小説を発表した。
1965年、在日オランダ大使として再び来日。1967年、肺癌のため帰国し、同年9月4日にハーグで死去。
在日中は、江戸川乱歩とも交流があり、また語学の天才で15か国語に通じていた。「ディー判事シリーズ」の一部の作品の中国語訳も自身で担当している。

## 作品

### 長編
- "The Chinese maze murders"　(1952)
  - 『迷路の殺人』（魚返善雄訳、大日本雄弁会講談社, 1951年）
    - 改題『中国迷宮殺人事件』（講談社文庫, 1981年）、※著者表記はヴァン・グーリック

  - 『中国迷路殺人事件　ディー判事』（松平いを子訳、筑摩書房［ちくま文庫］, 1995年）、グーテンベルク21で電子出版あり（2013-16年）
  - 『沙蘭の迷路』（和爾桃子訳、早川書房［ハヤカワ・ミステリ］, 2009年） ISBN 9784150018238
- "The Chinese bell murders"　(1958)
  - 『中国梵鐘殺人事件　ディー判事』（松平いを子訳、三省堂, 1989年、大室幹雄解説）、グーテンベルク21あり
  - 『江南の鐘』（和爾桃子訳、早川書房［ハヤカワ・ミステリ］, 2008年） ISBN 9784150018160
- "The Chinese gold murders"　(1959)
  - 『黄金の殺人』（沼野越子訳、東都書房, 1965年）
  - 『中国黄金殺人事件　ディー判事』（大室幹雄訳・解説、三省堂, 1989年）、グーテンベルク21あり
  - 『東方の黄金』（和爾桃子訳、早川書房［ハヤカワ・ミステリ］, 2007年） ISBN 9784150018047
- "The Chinese lake murders"　(1960)
  - 『中国湖水殺人事件　ディー判事』（大室幹雄訳・解説、三省堂, 1989年）、グーテンベルク21あり
  - 『水底の妖』（和爾桃子訳、早川書房［ハヤカワ・ミステリ］, 2009年） ISBN 9784150018290
- "The Chinese nail murders"　(1961)
  - 『中国鉄釘殺人事件　ディー判事』（松平いを子訳、三省堂, 1989年、解説大室幹雄）、グーテンベルク21あり
  - 『北雪の釘』（和爾桃子訳、早川書房［ハヤカワ・ミステリ］, 2006年） ISBN 415001793X
- "The Red pavilion"　(1961)
  - 『紅楼の悪夢』（和爾桃子訳、早川書房［ハヤカワ・ミステリ］, 2004年） ISBN 4150017522
- "The Haunted monastery"　(1961)
  - 『雷鳴の夜』（和爾桃子訳、早川書房［ハヤカワ・ミステリ］, 2003年） ISBN 4150017298
- "The Lacquer screen"　(1962)
  - 『四季屏風殺人事件　ディー判事』（松平いを子訳、中央公論新社［中公文庫］, 1999年）、グーテンベルクあり
  - 『螺鈿の四季』（和爾桃子訳、早川書房［ハヤカワ・ミステリ］, 2010年） ISBN 9784150018320
- "The Emperor's pearl"　(1963)
  - 『白夫人の幻』（和爾桃子訳、早川書房［ハヤカワ・ミステリ］, 2006年） ISBN 4150017891
- "The Given Day"　(1964)
  - ※未訳　ディー判事の登場しない現代ミステリ
- "The Willow pattern"　(1965)
  - 『柳園の壺』（和爾桃子訳、早川書房［ハヤカワ・ミステリ］, 2005年） ISBN 4150017743
- "The Phantom of the temple"　(1966)
  - 『紫雲の怪』（和爾桃子訳、早川書房［ハヤカワ・ミステリ］, 2008年） ISBN 9784150018092
- "Murder in canton"　(1966)
  - 『南海の金鈴』（和爾桃子訳、早川書房［ハヤカワ・ミステリ］, 2006年） ISBN 4150017816
- "Necklace and calabash"　(1967)
  - 『真珠の首飾り』（和爾桃子訳、早川書房［ハヤカワ・ミステリ］, 2001年） ISBN 4150016984
- "Poets and murder"　(1968)
  - 『観月の宴』（和爾桃子訳、早川書房［ハヤカワ・ミステリ］, 2003年） ISBN 4150017441

### 中・短編集
- "The Monkey and the tiger" (1965)
  - 『寅申の刻』（和爾桃子訳、早川書房［ハヤカワ・ミステリ］, 2011年）  ISBN 9784150018443
    - 「通臂猿の朝」「飛虎の夜」の2編を収録
- "Judge Dee at work" (1967)
  - 『五色の雲』（和爾桃子訳、早川書房［ハヤカワ・ミステリ］, 2005年）  ISBN 4150017638
    - 「五色の雲」「赤い紐」「鶯鶯の恋人」「青蛙」「化生燈」「西沙の柩」「すりかえ」「小宝」の8編を収録

### 翻訳・論考
- Dee Goong An: three murder cases solved by judge Dee　(1949)
  - ※ディー判事シリーズの原案となった公案小説『狄公案』の英訳。日本で出版された。
- "Sexual life in ancient China"　(1961)
  - 『古代中国の性生活』（松平いを子訳、せりか書房, 1988年／講談社学術文庫, 2025年9月、柿沼陽平解説）、電子書籍も刊
- "The Gibbon in China"　(1967)
  - 『中国のテナガザル』（中野美代子・高橋宣勝訳、博品社, 1992年）

### 日本語未訳・論考
- A Blackfoot-English Vocabulary Based on Material from the Southern Peigans, with Christianus Cornelius Uhlenbeck. (Amsterdam, 1934)
- The Lore of the Chinese Lute: An Essay in Ch'in Ideology (1941)
- Hsi K'ang and His Poetical Essay on the Lute (1941)
- Erotic Colour Prints of the Ming Period (Privately printed, Tokyo, 1951)
- Siddham: An Essay on the History of Sanskrit Studies in China and Japan (1956)
- Chinese Pictorial Art, as Viewed by the Connoisseur (Limited edition of 950 copies, Rome, 1958)

## 評伝
- 中野美代子「『ディー判官もの』の作者」 - 『仙界とポルノグラフィー』（青土社, 1989年）
- 中野美代子「訳者あとがき」 - 『中国のテナガザル』（博品社, 1992年）
- 鶴ヶ谷真一「唐代のミステリー」 - 『書を読んで羊を失う』（白水社, 1999年、平凡社ライブラリー, 2008年）